# 医学心理学
医学心理学是心理學和医学相結合的學科，人們將心理学原理應用於医学，並从心理学角度去了解健康与疾病的原因和规律，研究人的心理对身体健康的影响和致病的心理因素。醫生通过心理干预促進病人恢復健康。1852年，鲁道夫·赫尔曼·陆宰出版了《医学心理学》，這本書也成为医学心理学诞生的标志。